# 大坝镇 (普宁市)
大坝镇是中华人民共和国广东省揭阳市普宁市下辖的一个乡镇级行政单位。，位于普宁市北部。辖区总面积59平方公里，2008年人口102648人，下辖1个社区26个村。

## 行政区划
赤岗镇下辖以下地区：
大坝社区、白坑村、半径村、社前村、马厝宅村、富美岭村、铁山洋村、大坝村、九江村、粮田村、山顶村、横山村、平林村、寨河村、新锡村、葫芦地村、陂乌村、老东坑村、新东坑村、顶深水村、湖美村、上村、月窟村、杜香寮村、华东村、仙耘村和太兴村。